# فرانک برود
فرانک برود (انگلیسی: Frank Broad) سیاستمدار، و سندیکاچی اهل بریتانیا بود.